# Neoclytus ypsilon
Neoclytus ypsilon är en skalbaggsart som beskrevs av Louis Alexandre Auguste Chevrolat 1862. Neoclytus ypsilon ingår i släktet Neoclytus och familjen långhorningar.
Artens utbredningsområde är:
- Paraguay.
- Uruguay.

Inga underarter finns listade i Catalogue of Life.